# Cristian Amarilla
Cristian Damián Amarilla (Avellaneda, Provincia de Buenos Aires, Argentina, 5 de enero de 1994) es un futbolista argentino con ascendencia paraguaya que se desempeña como delantero en  Olimpo del Torneo Federal A de Argentina.

## Trayectoria
Comenzó su carrera como profesional en Deportivo Español. Participó en la Primera C Metropolitana desde 2011, marcando 5 goles en 46 partidos hasta la temporada 2013-14, cuando el club logró el ascenso a la Primera B Metropolitana.  En las siguientes 4 campañas en la segunda división marcó 19 goles, incluyendo un Hat trick al Deportivo Riestra en 2015 y 10 goles en la temporada 2016-17. El 27 de julio de 2017, se anunció su fichaje por la Universidad de Concepción de la Primera División de Chile.   Participó en 2 partidos oficiales durante ese año, ambos ante Unión Española. En febrero de 2018 fue cedido a Unión San Felipe de la Primera B de Chile.
Luego de 11 partidos y 1 gol defendiendo los colores del cuadro sanfelipeño, ante Deportes Melipilla,regresó a Universidad de Concepción, que nuevamente lo cedió, esta vez a Platense de la Primera B Nacional de Argentina.En su debut como titular por el equipo marrón, marcó un gol en la victoria 2:0 ante Deportivo Morón en septiembre. Luego de quedar libre del Campanil, firmó con Estudiantes el 8 de julio de 2019.En febrero de 2020 fue fichado por Brown de Adrogué de la Primera B Nacional.Jugó solo un partido, y en junio dejó el club.
El 22 de noviembre de 2020 regresó al fútbol chileno, firmando como refuerzo de Deportes Valdivia de la Primera B Chilena.A fines de marzo de 2021, regresó a su país firmando como nuevo jugador de Olimpo.Tras tres temporadas, en diciembre de 2023 se despidió del equipo mediante redes sociales. El 30 de diciembre de 2023, es anunciado como refuerzo de Sol de América de Paraguay.

## Selección nacional
En diciembre de 2015, fue convocado a la Selección sub-23 de Argentina por el entrenador Julio Olarticoechea, con vistas al Sait Nagjee Trophy 2016 a disputarse en India.

## Clubes
| Club                           | País      | Año       |
| ------------------------------ | --------- | --------- |
| Deportivo Español              | Argentina | 2011-2017 |
| Universidad de Concepción      | Chile     | 2017-2019 |
| → Unión San Felipe (cedido)    | Chile     | 2018      |
| → Platense (cedido)            | Argentina | 2018-2019 |
| Estudiantes                    | Argentina | 2019      |
| Brown de Adrogué               | Argentina | 2020      |
| Deportes Valdivia              | Chile     | 2020      |
| Olimpo                         | Argentina | 2021-2023 |
| Sol de América                 | Paraguay  | 2024      |
| General Caballero (Mallorquín) | Paraguay  | 2025      |
| Olimpo                         | Argentina | 2025-act. |